# Eurowheel

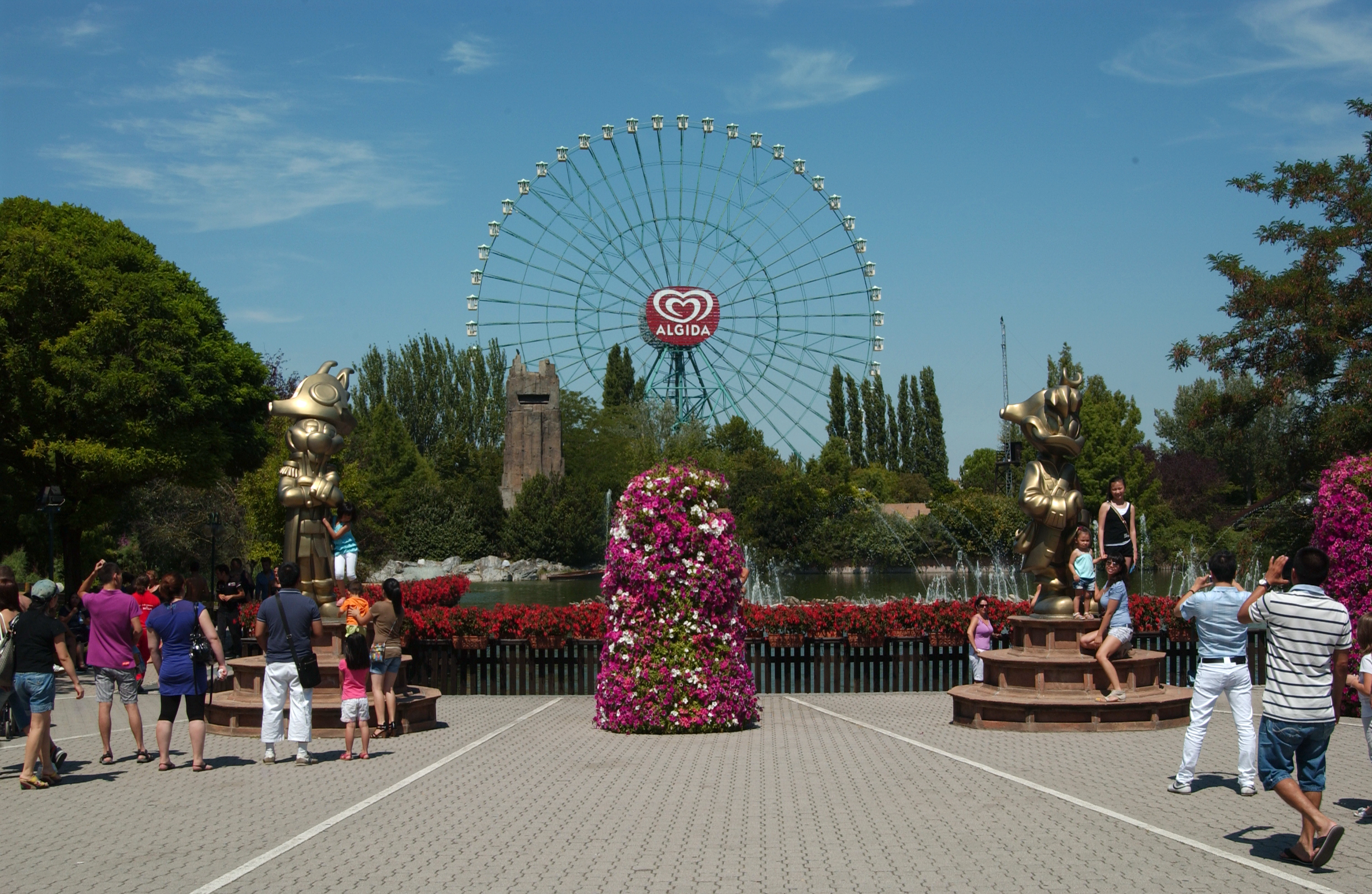
Vistas de la noria desde la "Piazza del Levante"

Eurowheel es una  noria de 92 metros de altura situada en el parque de atracciones Mirabilandia cerca de Ravenna, en Italia.
Cuando se construyó en 1999, se convirtió en la noria más alta de Europa, reemplazando a la Moscú-850, de 73 metros de altura. Tanto los 94 metros de la Great Wheel, construida para la Exposición del Imperio de la India en Earls Court, Londres, en 1895, y los 100 de la Grande Roue de Paris, construida para la Exposición Universal de 1900 en París, superaron la altura de la noria. Sin embargo, estas dos norias fueron demolidas en 1907 y en 1920 respectivamente. En la actualidad, es la segunda noria más alta de Europa, después de los 130 metros del London Eye, que se inauguró oficialmente el 31 de diciembre de 1999, pero que no se abrió al público hasta marzo de 2000 por problemas técnicos.